# Ernst August Girschner
Ernst August Girschner (29 octobre 1860 - 28 avril 1914), plus couramment appelé Ernst Girschner, est un entomologiste allemand spécialiste des diptères.

## Biographie
Girschner est né et mort à Torgau dans la région de la Saxe prussienne. Il enseigna au lycée de Torgau. Girschner décrivit de nombreuses nouvelles espèces de diptères mais sa contribution la plus remarquée a été l'utilisation de la chétotaxie pour Calyptratae. « Cela a été le mérite de Mr E. Girschner de donner à la chétotaxie un développement et une application largement plus importants et d'en faire une condition sine qua non de la diptérologie. Son enviable talent de dessinateur le rendit capable d'illustrer ses travaux de diagrammes aussi éloquents que n'importe quelles descriptions. ».
Il était l'ami de l'entomologiste Josef Mik. Une partie de sa collection a été achetée par Colbran J. Wainwright en 1909 et est actuellement conservée au Musée d'histoire naturelle de Londres.

## Travaux (extrait)
- Beitrag zur Systematik der Musciden. Berliner Entomologische Zeitschrift 38: 297–312. in which he introduced the taxon Muscidae acalyptratae (1893.).
- Einiges über die Färbung der Dipterenaugen. Berlin. Ent. Zeitschr.31, 155—162, I plate (1887)
- Ueber einige Musciden Wiener Entomologische Zeitung 17 :151-153